# Signe Barth

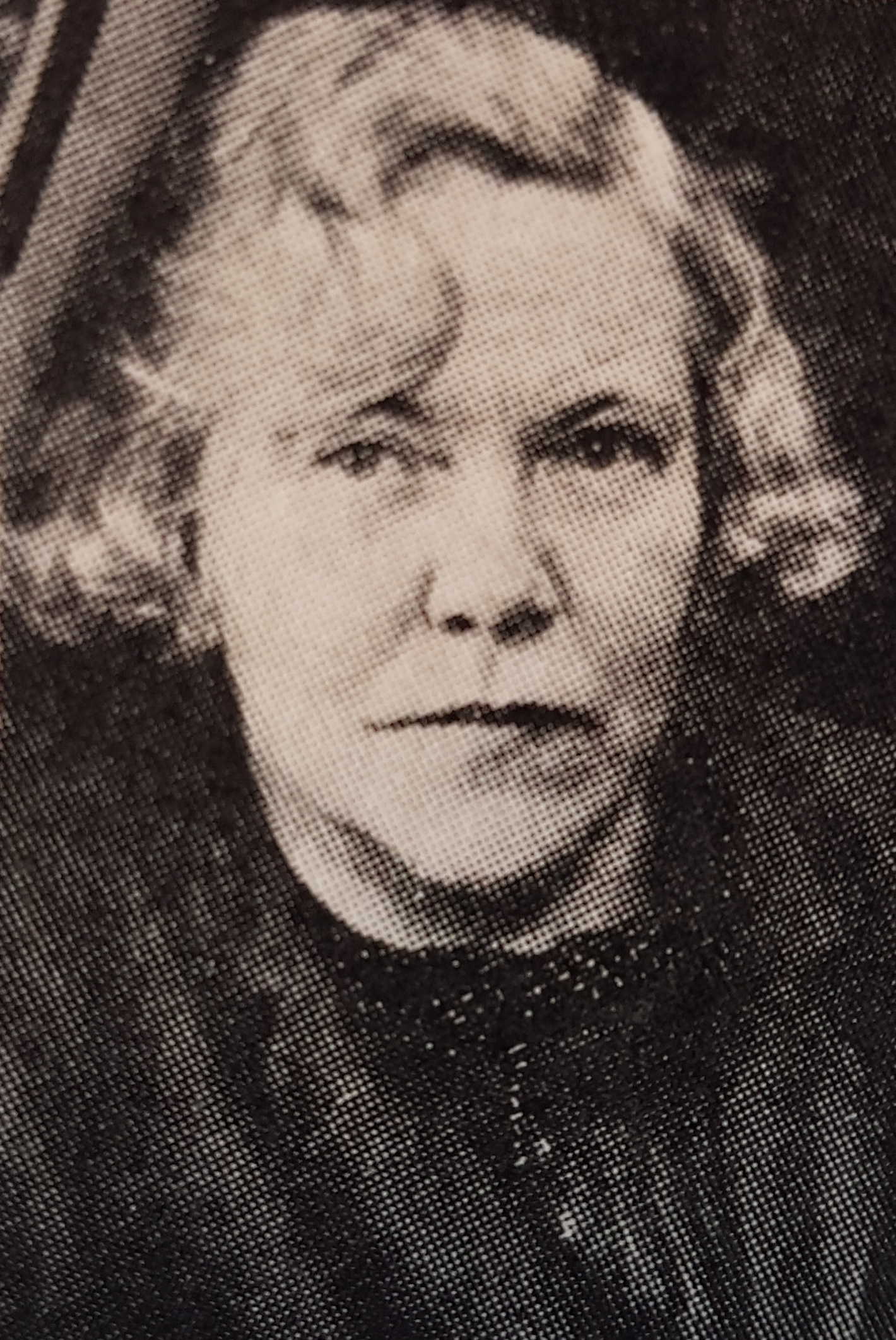
Foto

Signe Magdalena Barth, de soltera Pettersson (Uddevalla, 16 de junio de 1895— Estocolmo, 15 de marzo de 1982) fue una pintora, maestra de arte y pedagoga sueca, conocida por sus imágenes de Francia y de la costa oeste sueca, dirigió casi veinte años escuela de arte en Estocolmo

## Biografía
Era la menor de tres hermanos; su madre Vendela Kristina von Essen, propietaria de molinos en Nykarleby (Finlandia), y su padre, el militar y político Fredrik Pettersson de Gotemburgo; eran adinerados y residían en la finca Emaus en las afueras de Uddevalla, donde nació y creció Signe Barth. 
Estudió arte en la Real Academia Sueca de las Artes de Estocolmo y Copenhague antes de ir a París en 1920 para continuar sus estudios, entre otros con André Lhote, y donde conoció a su marido, el artista suizo Amadé Barth. Se casaron en 1922. Amadé murió de tuberculosis en 1926, aunque Signe permaneció en París hasta 1936, cuando regresó a Suecia y se instaló en Söder, Estocolmo, yendo con frecuencia los veranos a Tjörn.